# Tornado (jogo eletrônico)
Tornado é um jogo de computador simulador de combate aéreo da Digital Integration Ltd., modelando o Panavia Tornado e lançado em 1993 para DOS e Amiga.